# 現代書館
現代書館（げんだいしょかん）は、東京都千代田区にある日本の出版社。教育・福祉・人文・社会・写真集などの出版物を刊行する。

## 概要
所在地
- 東京都千代田区飯田橋3-2-5

### ウィキペディアへの批判
2019年11月に出版された石川優実の著書『＃KuToo ― 靴から考える本気のフェミニズム ―』のウィキペディアでの記述に関し、2020年1月17日付で監理室長名で発表した自社プレスリリースで、以下のように批判した。

## 沿革
- 1967年創業。
- 1978年、季刊「福祉労働」創刊。
- 1989年、『説得 エホバの証人と輸血拒否事件』（大泉実成）が第11回講談社ノンフィクション賞を受賞。
- 1993年、写真集『明日また釜ヶ崎・沖縄』（庄司丈太郎）が第5回「写真の会」賞を受賞。
- 1999年、『羊皮紙に眠る文字たち』（黒田龍之助）が木村彰一賞を受賞。また『サラワクの風 ――ボルネオ・熱帯雨林に暮らす人々』（内田道雄）が第8回JLNAブロンズ賞・特別賞を、『郵便屋さんが泣いている』（池田実）が同賞・佳作賞を受賞。
- 2006年『障害者運動と価値形成―日英の比較から 』（田中耕一郎）が第3回日本社会福祉学会賞を受賞。
- 2010年、『モスクワの孤独』(米田綱路)　が第32回サントリー学芸賞　(風俗・社会部門)　を受賞。
- 2016年、『亡国記』（北野慶）が第3回城山三郎賞を受賞。
- 2021年、第37回梓会出版文化賞特別賞を受賞[3]。
  - 広い領域で多彩な本の出版が評価、またジェンダー系の本が充実しフェミニズム系の論文誌『シモーヌ』も評価[4]

## 主な出版物
- シリーズ藩物語
- 「いま読む！名著」シリーズ
- フォー・ビギナーズ・シリーズ（1～108）
- フォー・ビギナーズ・サイエンス（1～13）
- 現代子育て考（1～5）
- ジョイフル・ビギン（1～19）
- ORGAN（1～10）
- マージナル（1～10）
- 三角寛サンカ選集（全15巻）
- 沖浦和光著作集　（全6巻）
- ジェフ・バーグランド『日本から文化力 - 異文化コミュニケーションのすすめ』 2003年 ISBN 978-4768468685
- 相原茂　『ちくわを食う女 – 中国語学者の日中異文化ノート』 2009年 ISBN 978-4768469897
- 黒田龍之助　『ロシア語の余白』 2010年 ISBN 978-4768456477
- 池上彰、森達也　『これだけは知っておきたいマスコミの大問題』　2015年　ISBN 978-4768457627
- 保阪正康、鈴木邦男　『昭和維新史との対話――検証　五･一五事件から三島事件まで』　ISBN 978-4768457948

事典
- 相撲大事典
- 江戸期おんな表現者事典

雑誌
- 季刊福祉労働
- シモーヌ(Les Simones) 2019 -